# 10.º Distrito Congressional da Califórnia

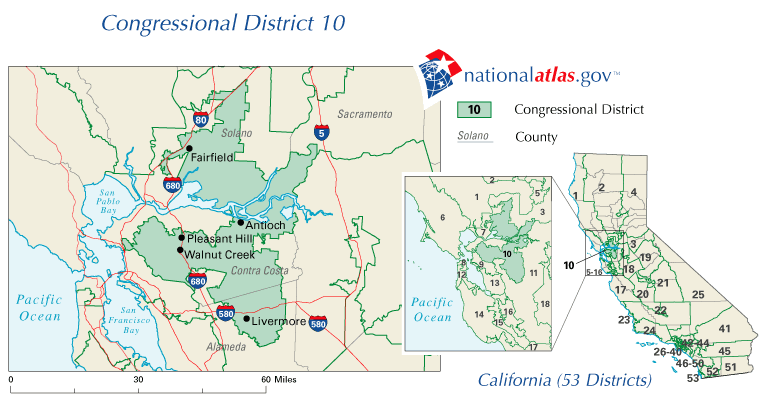
Mapa do 10 distrito congressional da Califórnia.

O 10º Distrito Congressional da Califórnia (em inglês:  California's 10th congressional district) é um dos 53 Distritos Congressionais do Estado norte-americano da Califórnia, segundo o censo de 2000 sua população é de 639.088 habitantes.